# Dodo (revija)
Dodo: prvi koraki v svet računalništva je bila slovenska revija, namenjena otrokom med 4. in 8. letom starosti. V letih 2007 in 2008 je izšlo 6 številk. 
Izjahala je enkrat mesečno. Obravnavala je poljudnoznanstvene, računalniške teme in razvedrilne teme, nekatere vsebine so bile namenjene staršem in učiteljem, priložena pa je bila zgoščenka. 